# عبد العزيز الضويحي (لاعب كرة قدم)
عبد العزيز سليمان الضويحي (مواليد 3 مايو 2000) هو لاعب كرة قدم سعودي يلعب حاليًا في نادي الحزم.

## مسيرة اللاعب
مثل سابقاً نادي النجمة في الفئات السنية وإنتقل إلى نادي الاتحاد في نوفمبر 2018 .

### برنامج الابتعاث الخارجي
انضم لبرنامج الابتعاث السعودي لكرة القدم 2019 مع مجموعة من اللاعبين للابتعاث الخارجي لاكتساب الخبرات والمشاركة أمام فرق من مختلف الدرجات في إسبانيا وغيرها من الدول الأوروبية.

### عودته من الابتعاث
عاد بعد إنتهاء الابتعاث إلى نادي الاتحاد في صيف 2020 و أعير إلى نادي الفيحاء ونادي الشعلة ونادي جدة ونادي الحزم.